# 森沢晴行
森沢 晴行（もりさわ はるゆき）は、日本のイラストレーター・漫画家。男性。富山県出身、東京都在住。代表作 『輪廻のラグランジェ』、『とある飛空士への追憶』（ガガガ文庫）、『ドリームクラブ』（Xbox 360）。『このライトノベルがすごい! 2010』（宝島社）イラストレーター14位。

## 作品一覧

### 小説挿絵
- ディストーション 屍鬼の女王（電撃文庫）
- 鳴弦の巫女 あるいは神内雪奈さんの秘密（HJ文庫、2008年8月）
- ソード・ワールド2.0リプレイ 拳と魔封の物語（作：諸星崇、富士見ドラゴンブック刊）
- 蒼穹のカルマ（作：橘公司、富士見ファンタジア文庫刊） - 第20回ファンタジア大賞準入選作、『このライトノベルがすごい! 2010』10位、同イラストレーター14位。
- とある飛空士への追憶（作：犬村小六、ガガガ文庫刊） -  『このライトノベルがすごい! 2009』10位。
- とある飛空士への恋歌（作：犬村小六、ガガガ文庫刊） - 『このライトノベルがすごい! 2010』イラストレーター14位。
- とある飛空士への夜想曲（作：犬村小六、ガガガ文庫刊）
- とある飛空士への誓約（作：犬村小六、ガガガ文庫刊）
- 乙女ゲーの攻略対象になりました…。（作：秋目人、電撃文庫刊）
- ドリームクラブ 亜麻音編・理保編・魅杏編（著：万葉悠斗、みのり文庫刊）
- 輪廻のラグランジェ（著：月見草平、MF文庫J刊）
- 英雄教室（著：新木伸、ダッシュエックス文庫刊）
- 妖精狙撃（著：榊一郎、富士見ファンタジア文庫刊）
- Babel（著：古宮九時、電撃の新文芸刊）
- 竜馬がくる（著：春日みかげ、ダッシュエックス文庫刊）
- レベルダウンの罠から始まるアラサー男の万能生活（著：ジルコ、ダッシュエックス文庫刊）
- 滅亡国家のやり直し 今日から始める軍師生活（著：ひろしたよだか、SQEXノベル刊）

### ゲームキャラクターデザイン
- 高円寺女子サッカー（スターフィッシュ/PlayStation 2用ソフト）
- 高円寺女子サッカー2 〜恋はネバギバ高円寺〜（スターフィッシュ/ニンテンドーDS用ソフト）
- ドリームクラブ（ディースリー・パブリッシャー/Xbox 360、PlayStation Portable用ソフト）
- ドリームクラブZERO（ディースリー・パブリッシャー/Xbox 360用ソフト）
- マージャン★ドリームクラブ（ディースリー・パブリッシャー/Xbox 360用ソフト、PlayStation 3用ソフト）
- アンチェインブレイズ レクス（フリュー/PlayStation Portable、ニンテンドー3DS用ソフト、ティアナ）
- アンチェインブレイズ エクシヴ（フリュー/PlayStation Portable、ニンテンドー3DS用ソフト、ソフィア）
- フィギュアヘッズ（スクウェア・エニックス/PC、ソフィー）

### カードゲーム
- LORD of VERMILION（スクウェア・エニックス/アーケード）
- 拡散性ミリオンアーサー（スクウェア・エニックス/スマートフォン用アプリ）
- ドレッドノート（KADOKAWA×グループSNE）

### ゲームブック
- クイーンズブレイド リベリオン（2011年、「大海賊 キャプテン・リリアナ」キャラクターデザイン、イラスト）

### アニメキャラクターデザイン
- 輪廻のラグランジェ（キャラクター原案）
- 輪廻のラグランジェ 鴨川デイズ（キャラクター原案）

### フィギュアキャラクターデザイン
- ヴァンパイア セイヴァー リリス SPカラー版（モリガンカラー）A-TOYS 原型制作 安倍匠
- SMC 1/8リリス from VANPIRE SAVIOR（ノーマルカラー版）ハピネット 原型制作 安倍匠

### その他
- FINAL FANTASY XI mf 2004年12月25日発売 宙出版 表紙イラスト
- FINAL FANTASY XI RAINBOW CHAPTER 2005年2月24日発売 宙出版 表紙イラスト
- ラグナロクオンライン公式ファンブック2006 ラグナロクオンライン傑作イラスト集 第3弾（ソフトバンククリエイティブ） - 描き下ろしイラスト
- ドリームクラブ アンソロジーコミック（D3 Publisher） - 表紙イラスト
- 富山市防犯イメージキャラクターデザイン（「神通ゆい」「風間あおい」）[1]
- ささみさん@がんばらない 第四話エンドカード
- 史上最強の弟子ケンイチ 闇の襲撃 第六話エンドカード